# Syndrome de Melnick-Needles
Pour les articles homonymes, voir Melnick.
Le syndrome de Melnick-Needles fait partie du spectre phénotypique des ostéodysplasies fronto-oto-palato-digitales.

## Sources
- (en) Stephen Robertson, Otopalatodigital Spectrum Disorders In GeneTests: Medical Genetics Information Resource (database online). Copyright, University of Washington, Seattle. 1993-2005